# Gottlob Kralik von Meyrswalden

Porträt von Gottlob Kralik Ritter von Meyrswalden ca. 1898

Gottlob Kralik Ritter von Meyrswalden (* 22. Oktober 1878 in Eleonorenhain; † 6. April 1964 in Heilbronn) war ein böhmisch-deutscher Glasfabrikant aus der böhmischen Glasmacherdynastie Kralik von Meyrswalden.

## Biografie
Gottlob Kralik von Meyrswalden war der Sohn des Glasfabrikanten Heinrich Kralik von Meyrswalden und Enkel des Wilhelm Kralik von Meyrswalden. Er heiratete am 7. September 1903 Klara Welz (* 30. Mai 1880 in Klostergrab bei Teplitz; † 30. Januar 1949 (Suizid) in Fürstenberg (Oder)).
Gottlob Kralik von Meyrswalden siedelte im Jahre 1910 mit seiner Familie nach Fürstenberg (Oder) und betrieb dort eine Glashütte, die sich auf Beleuchtungsglas spezialisiert hatte. Mit ihm siedelten auch viele böhmische Glasmacher nach Fürstenberg um. Mit der Produktion von böhmischem Glas auf deutschem Boden konnten die Zollschranken der damaligen Zeit zwischen Österreich und Deutschland überwunden werden.
Die Artikel wurden weltweit vertrieben. Aus verschiedenen mündlichen Überlieferungen alter Glasmacher, soll auch der Kronenleuchter des Weißen Hauses in Washington aus der oben genannten Glashütte stammen.  